# 上埃斯基帕拉
上埃斯基帕拉是阿塞拜疆哈萨克区一个飞地村庄，被亚美尼亚塔武什州环绕。
纳戈尔诺-卡拉巴赫战争后由亚美尼亚占领，当地阿塞拜疆人已被亚美尼亚军队驱逐。阿塞拜疆政府嚴禁外國公民前往该地，外國公民如進入以上地區，將被阿塞拜疆共和國永久拒絕入境，並列入「不受欢迎人物名单」。